# Соломатин, Дмитрий Матвеевич
Дмитрий Матвеевич Соломатин (10 октября 1921, Тула — 2 августа 1956, Свердловск) — советский футболист, защитник, футбольный тренер.

## Биография
В 1940 году призван в Красную Армию Солнечногорским РВК, служил в танковых войсках. Участник Великой Отечественной войны с первого дня на Юго-Западном фронте. 25 июня 1941 года получил тяжёлое ранение, после выздоровления вернулся на фронт. Награждён медалью «За отвагу» (21.02.1945).
В послевоенные годы играл в футбол за свердловские команды «Динамо» и «Авангард». В составе «Авангарда» в 1948 году принял участие в двух матчах в классе «А», однако после смены формата турнира результаты матчей были аннулированы. В 1952 году был играющим главным тренером «Авангарда», команда в том сезоне выступала в первенстве КФК. В 1953 году входил в тренерский штаб клуба.
Скончался в Свердловске 2 августа 1956 года на 35-м году жизни. Похоронен на Михайловском кладбище.